# Fachverlag
Ein Fachverlag oder auch Fachbuchverlag ist ein Verlag, der vorwiegend oder ausschließlich Fachbücher bzw. Fachliteratur verlegt, die sich an „ein Fachpublikum meist mit Blick auf die professionelle Anwendung oder (wenn ein wissenschaftliches Buch) die Gewinnung neuer wissenschaftlicher Erkenntnisse“ richtet.

## Arten von Fachverlagen
Einschlägige Fachverlage (der „Fachmarkt“) werden in geisteswissenschaftliche, „STM“- (scientific, technical and medical publishers. deutsch: Naturwissenschaften, Technik, Medizin) und „RWS“-Verlage (Recht, Wirtschaft, Steuern) eingeteilt. Diese sind nach Caroline Tovornik (2006) jeweils mehreren Klassen der allgemeinen Dezimalklassifikation der Deutschen Nationalbibliothek zuordenbar: Geisteswissenschaftliche Verlage entsprechen demnach in etwa DK 1 (Philosophie, Psychologie), DK 2 (Religion, Theologie – heute nur noch Religion benannt), DK 8 (Sprach- und Literaturwissenschaft, Belletristik – heute nur Sprache) und DK 9 (Geografie, Geschichte). STM-Verlage publizieren in DK 5 (Mathematik, Naturwissenschaften – heute nur Naturwissenschaften) und DK 6 (Angewandte Wissenschaften, Medizin, Technik – heute nur Technik). Die RWS-Verlage sind in DK 3 (Sozialwissenschaften) einzuordnen.
Spezialisierte Unternehmensformen eines Fachverlags sind im engeren oder weiteren Sinn z. B. Universitätsverlage, Wissenschaftsverlage oder auch Unternehmensverlage.
Im Jahr 2018 haben die deutschen Fachmedienhäuser einen Umsatz von 7,73 Milliarden Euro erzielt und diesen gegenüber 2017 um 1,1 % gesteigert. Rückläufige Printerlöse konnten durch digitale Geschäfte kompensiert werden.
Auch im Fachbuchmarkt findet wie bei allen Verlagen die Konzentration auf wenige große Verlagsgruppen statt. Zahlreiche bekannte Fachverlage die unter ihrem Namen weitergeführt werden, gehören heute zu größeren Verlagsgruppen.

## Verlagsprogramme
Das Verlagsprogramm eines Fach- oder Fachbuchverlags kann neben Fachbüchern auch Fachinformationen in weiteren Fachmedien, wie Zeitschriften, Loseblattwerke, Formulare, Newsletter, Software, CD-ROMs, DVDs, E-Books, Online-Angebote und Seminare umfassen.
Während einige Fachbuchverlage auch Bestseller im Verlagsprogramm haben, müssen andere Fach- oder Fachbuchverlage im Gegensatz zu einem Publikumsverlag per se einkalkulieren, dass die von ihnen verlegten Werke meist nur in einer geringen Auflagenhöhe produziert werden können. Ein Gewinn kann somit nicht allein durch einen den Produktionskosten entsprechend hohen Verkauf von Exemplaren eines Fachbuchs erzielt werden, sondern bedarf einer Absatzgarantie durch Abonnenten oder – vor allem in Deutschland – in Form von Druckkostenzuschüssen, d. h. durch eine Beteiligung der Autoren an den Kosten.

## Kritik
Von den Wissenschaftsverlagen als eine spezialisierte Unternehmensform eines Fachverlags sind einige Unternehmen aus verschiedenen Gründen in die Kritik geraten. So z. B. solche, die „außer dem reinen Druck der Dissertationen in hoher Stückzahl kaum andere Dienstleistungen anbieten“.
Für die Forschungsliteratur wurde 2018 in mehreren Medienberichten festgestellt, dass mehr als 5.000 deutsche Wissenschaftler ihre Forschungsergebnisse in wertlosen Online-Fachzeitschriften pseudowissenschaftlicher Verlage publiziert hatten. Der große Publikationsdruck wird dabei ausgenutzt. Recherchen zufolge findet meist keine Überprüfung (Peer-Review) statt. Oft handelt es sich um Internet-Journale, die in Südasien, der Golfregion, Afrika oder der Türkei herausgegeben werden und es wird eine teilweise hohe Gebühr verlangt. Das Problem ist zwar länger bekannt – die Zahl habe sich aber in letzter Zeit deutlich erhöht. Weltweit seien rund 400'000 Forscher betroffen. Das Problem einer fehlenden Qualitätssicherung zeige sich darin, dass nicht selten fragwürdige Studien mit scheinbar wissenschaftlichem Gütesiegel an die Öffentlichkeit gelangen oder Autoren dies nutzten, um Forschungsbeiträge schnell zu veröffentlichen, ohne sich der Kritik von Kollegen zu stellen. Mehrere namhafte Einrichtungen und Personen forderten eine Überprüfung und Einstellung dieser Praxis, damit die Glaubwürdigkeit der Wissenschaft keinen Schaden nimmt.
Ebenfalls 2018 geriet auch der „Weltmarktführer bei den Wissenschaftsverlagen mit rund 2500 Zeitschriften“ Elsevier in die Kritik, so dass zum Jahreswechsel 2018/2019 Bibliotheken von mehr als 200 Universitäten und Forschungseinrichtungen in Deutschland ein Zeichen gegen die hohen Lizenzgebühren dieses Wissenschaftsverlags setzten und mit ihm die Verträge nicht verlängerten. (Siehe dazu auch  Kritik an Elsevier)

## Organisationen
Der Verein Deutsche Fachpresse vertritt die Interessen der Fachmedien-Anbieter in Deutschland und repräsentiert rund 350 Mitgliedsverlage.